# Buda (Răchitoasa), Bacău
Buda (în maghiară Buda) este un sat în comuna Răchitoasa din județul Bacău, Moldova, România.

## Personalități locale
- Ion Popescu-Zeletin (1907 - 1974) inginer silvic